# Petr Zelenka
Petr Zelenka (n. 21 august 1967, Praga, Cehoslovacia) este un dramaturg ceh și regizor de teatru și de film. Filmele sale au fost recunoscute la festivalurile internaționale de la Moscova și Rotterdam. În 2008, filmul său Karamazovi a fost propunerea din partea Republicii Cehe la premiile Oscar pentru cel mai bun film străin. Petr Zelenka a fost recompensat cu Premiul Leul Ceh pentru cel mai bun regizor în anii 1997, 2002 și 2008.

## Carieră
O lucrare notabilă timpurie este o comedie neagră, Příběhy obyčejného šílenství (2004) pe care a regizat-o la Teatrul Dejvické din Praga 6. A primit premiul Alfréd Radok pentru cea mai bună piesă de teatru. Piesa a fost ulterior pusă în scenă în alte teatre cehe, dar și în Polonia, Ungaria, Slovacia, Slovenia și Germania. De asemenea, a fost publicată în limba engleză și tradusă în limba rusă.  
Filmul său Mnâga i-a adus premiul Findlingspreis din 1996 la Filmfestival Cottbus din Germania. 
Pelicula din 2000 Samotáři, la care a fost co-autor al scenariului, a primit Premiul Publicului la  festivalul international de film de la Varșovia iar filmul Rok ďábla (cu sensul de Anul Diavolului) din 2002 a primit Premiul FIPRESCI la festivalul international de film din Cottbus, șase premii Leul Ceh, inclusiv pentru cel mai bun film și cel mai bun regizor și Premiul Trieste la festivalul de film din Trieste.

În 2005, Zelenka a adaptat comedia într-un film omonim, lansat ca Příběhy obyčejného šílenství, care a câștigat două premii la festivaluri de film în 2006 (Premiile Leul Ceh) și a fost nominalizat la alte șase premii. Filmul a mai primit premiul criticilor de film la a 27-a ediție a festivalului international de film de la Moscova
A doua sa piesă de teatru cea mai notabilă este Teremin, inspirată din viața inventatorului rus Léon Theremin (care a inventat instrumentul muzical electronic care-i poară numele, Theremin). 
Filmul său din 2008, Karamazovi, a fost propunerea oficială a Republicii Cehe la premiul Oscar pentru cel mai bun film străin. 
Reclama sa electorală din 2010 "Přemluv bábu a dědu" a provocat controverse, deoarece criticii au considerat că este ofensatoare față de persoanelor în vârstă și "o copie imperfectă a videoclipului stand-up al actriței americane Sarah Silverman".

## Filmografie
| An   | Titlu                        | Rol                     | Note |
| ---- | ---------------------------- | ----------------------- | --- |
| 1993 | Visací zámek 1982 - 2007     | scenariu și regia       | Film TV |
| 1996 | Mňága – Happy End            | scenariu și regia       | a câștigat câteva premii la festivaluri de film din Cottbus (premiul Findling), Plzeň și České Budějovice                                                                                          |
| 1997 | Knoflíkáři                   | scenariu și regia       | a câștigat premiul Tiger la festivalul international de film din Rotterdam |
| 2000 | Erotic Tales: Powers         | scenariu și regia       | |
| 2000 | Samotáři                     | Co-autor al scenariului | Premiul Publicului la festivalul international de film din Varșovia |
| 2002 | Rok ďábla                    | scenariu și regia       | Premiul FIPRESCI la festivalul international de film din Cottbus, șase premii Leul Ceh, inclusiv pentru cel mai bun film și cel mai bun regizor, Premiul Trieste la festivalul de film din Trieste |
| 2005 | Příběhy obyčejného šílenství | scenariu și regia       | a primit premiul criticilor de film la a 27-a ediție a festivalului international de film de la Moscova și premiul Don Quixote la Cottbus                                                          |
| 2008 | Karamazovi                   | scenariu și regia       | |
| 2015 | Ztraceni v Mnichově          | scenariu și regia       | |
| 2020 | Modelář                      | scenariu și regia       | |

## Legături externe
- Short bio plus info about Tales of Common Insanity la divadlo.cz (în engleză)
- Petr Zelenka la Internet Movie Database